# Brian Pedersen
Brian Alexis Pedersen Blanco (* 29. Juni 1994) ist ein uruguayischer Fußballspieler.
Der 1,83 Meter große, Gringo genannte Mittelfeldspieler steht beim uruguayischen Verein Club Atlético Cerro unter Vertrag. Dort debütierte er in der Clausura der Saison 2011/12 in der Primera División, als er am letzten Spieltag in der Begegnung vom 3. Juni 2012 gegen Racing in der 82. Minute für Nicolás Vodvarka eingewechselt wurde. Bis zum Saisonende 2014/15 und darüber hinaus sind bislang (Stand: 14. August 2016) weder weitere Einsätze noch eine Kaderzugehörigkeit Pedersens verzeichnet.